# Kanton Le Neubourg
Le Neubourg is een kanton van het Franse departement Eure. Het kanton maakt deel uit van de arrondissementen Les Andelys (1), Bernay (6) en Évreux (37).

## Gemeenten
Het kanton Le Neubourg omvatte tot 2014 de volgende gemeenten:
- Bérengeville-la-Campagne
- Canappeville
- Cesseville
- Crestot
- Criquebeuf-la-Campagne
- Crosville-la-Vieille
- Daubeuf-la-Campagne
- Écauville
- Ecquetot
- Épégard
- Épreville-près-le-Neubourg
- Feuguerolles
- Hectomare
- Houetteville
- Iville
- Marbeuf
- Le Neubourg (hoofdplaats)
- Saint-Aubin-d'Écrosville
- Le Tremblay-Omonville
- Le Troncq
- Venon
- Villettes
- Villez-sur-le-Neubourg
- Vitot

Door de herindeling van de kantons bij decreet van 25 februari 2014 zijn er op 22 maart 2015 20 gemeenten aan toegevoegd.

Op 1 januari 2016 werden de gemeenten Le Gros-Theil en Saint-Nicolas-du-Bosc samengevoegd tot de fusiegemeente Le Bosc du Theil.
Sindsdien zijn de toegevoegde gemeenten de 19 volgende: 
- Bacquepuis
- Bernienville
- Le Bosc du Theil
- Brosville
- Émanville
- Graveron-Sémerville
- Hondouville
- Mandeville
- Le Mesnil-Fuguet
- La Pyle
- Quittebeuf
- Sacquenville
- Saint-Martin-la-Campagne
- Saint-Meslin-du-Bosc
- Sainte-Colombe-la-Commanderie
- Le Tilleul-Lambert
- Tournedos-Bois-Hubert
- Tourneville
- Vraiville